# 浅葉健介
浅葉 健介（あさば けんすけ、1971年8月3日 - ）は、東京都出身の実業家。
日本ボレイト株式会社 代表取締役、ホウ酸屋株式会社 代表取締役、
一般社団法人日本ホウ酸処理協会 理事、特定非営利活動法人ホウ素系木材保存剤普及協会 理事長。
ロングライフハウスコンサルタントとして、ホウ酸処理を中心に、「すべての人が安全に、マイホームを長持ちさせる」ために、日々活動している。

## 人物
母は琉球王族の中でも筆頭格である伊江御殿(後の華族)十一世 伊江王子朝直(尚健)の玄孫にあたり、高安家の長女。当人は第二尚氏王朝17代 尚灝王の昆孫にあたる。　
親戚には中島 洋氏(経済学者)、宮野 弦士氏(作曲家)、皆川 明氏(minä perhonen創業者)、赤岩 覚氏(旧日本リーバ〈現ユニリーバ・ジャパン〉元社長)、山田 三郎太氏(旧凸版印刷〈現TOPPANホールディングス〉元社長)などがいる。

## 経歴
東京都生まれ。営業会社、会計事務所、経営コンサルタント会社を経て、建材メーカーにて企画開発・営業・経理に携わる。
ホウ酸処理「ボロンdeガード®」を開発し、施工代理店を通じて全国に展開。防腐防蟻処理では初となるグッドデザイン賞、ウッドデザイン賞、キッズデザイン賞、エコプロアワード奨励賞を受賞。
日本の木造住宅を、家族の健康とマイホームの健康が両立する「ながいき住宅®」とするべく、奔走している。

### 影響をうけた人物
2005年10月、34歳の時に米国大使館で開催された「ホウ酸セミナー」で荒川民雄理学博士に出会ったことに大きな影響を受けたと語っている。日本でのホウ酸処理の第一人者である荒川氏に、その場でアポを取り、翌週には京王プラザホテル八王子の喫茶店で弟子入り。
2011年10月には日本ボレイト株式会社の取締役会長の就任を依頼、東京・錦糸町でスタートする（現在の本社は東京・秋葉原）。以来二人三脚で「正しいホウ酸処理」を追求し、啓蒙活動を行ってきた。

## 主なメディア出演

### テレビ
- 2021年10月20日 NHK「首都圏ニュース」[8]
- 2020年8月13日 BSフジ「知りたい！SDGs」[9]

### ラジオ
- FM西東京「あんどうりすの防災四季だより」[10]

## 著書
- 『ながいき住宅のレシピ』（2021年10月1日、セルバ出版）ISBN　978-4-86367-701-2

### 連載
- 『月刊 建築技術』木造住宅劣化対策の決め手は防腐・防蟻対策（全4回）

1. 2014年7月号[11]　ヒノキにも蟻害──シロアリ侵入経路が拡大
2. 2014年8月号[12]　種防蟻・防腐工法の特徴と課題──殺虫剤の是非は終息せず
3. 2014年9月号[13]　ホウ酸による劣化対策は世界標準 安心安全,効果持続,耐性獲得なし
4. 2014年10月号[14]　劣化対策に実を入れるインフラはインスペクションと保険

- 『世界で一番くわしい木材』『世界で一番やさしい木材』（建築知識、木の研究会 著）（2022/5/4　エクスナレッジ）

「シロアリによる被害」「防蟻処理」
- 『建築知識ビルダーズ』床下は語る！間違いだらけの施工現場（全3回）

1. 建築知識ビルダーズ44 第1回 誤った断熱工事が原因でシロアリの温床になった家[15]　2021/02　ISBN 9784767827971
2. 建築知識ビルダーズ46 第2回 冷気はあらゆる隙間から入ってくる 部材間違えによる極寒住宅の悲劇[16]　2021/08　ISBN 9784767829173
3. 建築知識ビルダーズ47 第3回 最終回 見えないところで大惨事 床下の断熱欠損[17]　2021/11　ISBN 9784767829340

### コラム
- 『元気で賢い子どもが育つ！病気にならない家』（2021/7/31  Clover出版、高橋彰 著）  ISBN  978-4-86734-026-4 コラム「シロアリ対策の方法を選ばないと子どもの脳に悪影響を及ぼす」
- 『月刊建築技術 2023年1月号』腐朽,シロアリをみつけてからの対処法[18]（2022/12/16  建築技術）

## 保有資格
- 木材保存士（公益社団法人日本木材保存協会）
- 雨漏り診断士（NPO法人雨漏り診断士協会）
- 古民家鑑定士（一般財団法人職業技能振興会）
- シックハウス診断士（一般社団法人日本環境保健機構）

## 系譜
- 尚円王（19代前）-琉球王国 第2尚氏王統 初代国王
- 尚真王（18代前）-琉球王国 第2尚氏王統 3代国王
- 尚清王（17代前）-琉球王国 第2尚氏王統 4代国王
- 尚元王（16代前）-琉球王国 第2尚氏王統 5代国王
- 尚久（15代前）-琉球王国 第2尚氏王統 追称王
- 豊見城親方盛良（15代前）-豊見城殿内 6世
- 尚豊王（14代前）-琉球王国 第2尚氏王統 8代国王
- 尚質王（13代前）-琉球王国 第2尚氏王統 10代国王
- 羽地王子朝秀（13代前）-羽地御殿 6世
- 尚貞王（12代前）-琉球王国 第2尚氏王統 11代国王
- 豊見城王子朝匡（12代前）-豊見城御殿 2世
- 尚純（11代前）-琉球王国 第2尚氏王統 追称王
- 尚益王（10代前）-琉球王国 第2尚氏王統 12代国王
- 尚敬王（9代前）-琉球王国 第2尚氏王統 13代国王
- 名護按司朝長（9代前）-名護御殿 5世
- 尚穆王（8代前）-琉球王国 第2尚氏王統 14代国王
- 本部王子朝英（8代前）-本部御殿 6世
- 尚哲（7代前）-琉球王国 第2尚氏王統 追称王
- 尚灝王（6代前）-琉球王国 第2尚氏王統 17代国王
- 摩文仁按司朝健（6代前）-摩文仁御殿 8世
- 伊江王子朝直（5代前）-伊江御殿 11世
- 読谷山按司朝忠（5代前）-読谷山御殿 5世
- 高嶺朝教（高祖父）-高嶺御殿 11世 初代首里市長
- 高安玉兎（曾祖父）-高安殿内 13世 5代首里市長
- 高安朝正（祖父）-高安殿内 14世